# K-12 (filme)
K-12 é um filme estadunidense de 2019. Dirigido e escrito pela cantora Melanie Martinez.

## Elenco
- Melanie Martinez como Crybaby
- Emma Harvey como Angelita
- Megan Cage como Celeste
- Maggie Budzyna com Kelly
- Adrian Jurics como Blue Boy 1
- Gergely Kiss como Blue Boy 2
- Natali Toth como Lucy
- Tamas Gog como Glue Boy 1
- Robert Szabolcs como Bus Driver
- Bence Balogh como Jason
- Vilmos Heim como Brandon
- Alissa Torvinen como Ghost Girl
- Anne Wittman como Ms. Daphne
- Joel Francis Williams como Henry
- Toby Edington como Principal
- Kate O'Donnell como Ms. Harper
- Zacky Agama como Thomas
- Olga Kovács como Ms. Penelope
- Kimesha Cambell como Lilith
- Scott Alexander Young como Mr. Cornwell
- Balazs Csemy como Dean
- Marsalis Wilson como Ben
- Judith Amsenga como Nurse 1
- Zión Moreno como Fleur
- Zinnet Hendrix como Magnolia
- James Jesy McKinny como Leo
- Marton Behr como Biology Teacher
- Katie Sheridan como Lorelai